# Гранд-Фоллс-Віндзор
Гранд-Фоллс-Віндзор (англ. Grand Falls-Windsor) — містечко в Канаді, у провінції Ньюфаундленд і Лабрадор.

## Населення
За даними перепису 2016 року, містечко нараховувало 14171 особу, показавши зростання на 3,2%, порівняно з 2011-м роком. Середня густина населення становила 259,2 осіб/км².
З офіційних мов обидвома одночасно володіли 580 жителів, тільки англійською — 13 435, а 20 — жодною з них. Усього 190 осіб вважали рідною мовою не одну з офіційних.
Працездатне населення становило 56,2% усього населення, рівень безробіття — 16,4% (21,6% серед чоловіків та 11,4% серед жінок). 91,7% осіб були найманими працівниками, а 5,3% — самозайнятими.
Середній дохід на особу становив $40 344 (медіана $30 718), при цьому для чоловіків — $49 839, а для жінок $31 774 (медіани — $39 712 та $24 717 відповідно).
25,2% мешканців мали закінчену шкільну освіту, не мали закінченої шкільної освіти — 20,8%, 54% мали післяшкільну освіту, з яких 24,9% мали диплом бакалавра, або вищий, 15 осіб мали вчений ступінь.
| Статево-вікова структура населення | Статево-вікова структура населення | Статево-вікова структура населення | Статево-вікова структура населення | Статево-вікова структура населення |
| ---------------------------------- | ---------------------------------- | ---------------------------------- | ---------------------------------- | ---------------------------------- |
|                                    |                                    |                                    |                                    |                                    |
| Всього                             | Всього                             | 47,5%52,5%                         |                                    |                                    |
| 0 — 14 років                       | 0 — 14 років                       |                                    | 14,6%                              | 14,6%                              |
| 15 — 64 років                      | 15 — 64 років                      |                                    | 64,1%                              | 64,1%                              |
| 65 і більше                        | 65 і більше                        |                                    | 21,3%                              | 21,3%                              |
| 85 і більше                        | 85 і більше                        |                                    | 2,2%                               | 2,2%                               |
| 100 і більше                       | 100 і більше                       |                                    | 0%                                 | 0%                                 |
| Середній вік (років)               | Середній вік (років)               | 43,645,3                           | 44,5                               | 44,5                               |
| Медіана (років)                    | Медіана (років)                    | 46,447,7                           | 47,0                               | 47,0                               |
| — чоловіки — жінки                 |                                    |                                    |                                    |                                    |

| Походження мешканців:     | Походження мешканців:     | Походження мешканців: | Походження мешканців: | Походження мешканців: |
| ------------------------- | ------------------------- | --------------------- | --------------------- | --------------------- |
| Походження                |                           |                       | осіб                  | %                     |
| Корінні американці        | Корінні американці        |                       | 1 210                 | 8.73%                 |
| Інше північноамериканське | Інше північноамериканське |                       | 7 960                 | 57.41%                |
| Європейське               | Європейське               |                       | 7 145                 | 51.53%                |
| британське                | британське                |                       | 6 975                 | 50.31%                |
| французьке                | французьке                |                       | 475                   | 3.43%                 |
| українське                | українське                |                       | 65                    | 0.47%                 |
| Латинськоамериканське     | Латинськоамериканське     |                       | 45                    | 0.32%                 |
| Карибське                 | Карибське                 |                       | 10                    | 0.07%                 |
| Африканське               | Африканське               |                       | 30                    | 0.22%                 |
| Азійське                  | Азійське                  |                       | 285                   | 2.06%                 |

| Зайнятість населення за галузями (за класифікацією NOC): | Зайнятість населення за галузями (за класифікацією NOC): | Зайнятість населення за галузями (за класифікацією NOC): | Зайнятість населення за галузями (за класифікацією NOC): | Зайнятість населення за галузями (за класифікацією NOC): |
| -------------------------------------------------------- | -------------------------------------------------------- | -------------------------------------------------------- | -------------------------------------------------------- | -------------------------------------------------------- |
|                                                          |                                                          |                                                          |                                                          |                                                          |
| Управління                                               | Управління                                               |                                                          | 8,2%                                                     | 8,2%                                                     |
| Бізнес, фінанси та адміністрування                       | Бізнес, фінанси та адміністрування                       |                                                          | 13,8%                                                    | 13,8%                                                    |
| Природничі та прикладні науки                            | Природничі та прикладні науки                            |                                                          | 4%                                                       | 4%                                                       |
| Охорона здоров'я                                         | Охорона здоров'я                                         |                                                          | 10,9%                                                    | 10,9%                                                    |
| Освіта, правозахист, муніципальні та урядові служби      | Освіта, правозахист, муніципальні та урядові служби      |                                                          | 15,8%                                                    | 15,8%                                                    |
| Мистецтво, культура, відпочинок та спорт                 | Мистецтво, культура, відпочинок та спорт                 |                                                          | 2,1%                                                     | 2,1%                                                     |
| Роздрібна торгівля та послуги                            | Роздрібна торгівля та послуги                            |                                                          | 25%                                                      | 25%                                                      |
| Гуртова торгівля, транспорт та обладнання                | Гуртова торгівля, транспорт та обладнання                |                                                          | 17%                                                      | 17%                                                      |
| Природні ресурси, сільське господарство                  | Природні ресурси, сільське господарство                  |                                                          | 1,8%                                                     | 1,8%                                                     |
| Виробництво                                              | Виробництво                                              |                                                          | 1,5%                                                     | 1,5%                                                     |

## Клімат
Середня річна температура становить 4,2°C, середня максимальна – 20,7°C, а середня мінімальна – -13,9°C. Середня річна кількість опадів – 1 095 мм.
| Клімат поселення                              | Клімат поселення | Клімат поселення | Клімат поселення | Клімат поселення | Клімат поселення | Клімат поселення | Клімат поселення | Клімат поселення | Клімат поселення | Клімат поселення | Клімат поселення | Клімат поселення | Клімат поселення |
| Показник                                      | Січ.             | Лют.             | Бер.             | Квіт.            | Трав.            | Черв.            | Лип.             | Серп.            | Вер.             | Жовт.            | Лист.            | Груд.            |                  |
| Середній максимум, °C                         | −2,29            | −3,04            | 1,61             | 7,18             | 12,89            | 17,68            | 20,71            | 19,92            | 15,23            | 9,83             | 5,10             | −0,85            |                  |
| Середня температура, °C                       | −7,7             | −8,46            | −3,82            | 1,77             | 7,46             | 12,28            | 17,24            | 16,45            | 11,75            | 6,36             | 1,63             | −4,32            |                  |
| Середній мінімум, °C                          | −13,13           | −13,87           | −9,24            | −3,66            | 2,05             | 6,86             | 13,78            | 12,98            | 8,29             | 2,91             | −1,83            | −7,78            |                  |
| Норма опадів, мм                              | 94               | 90               | 96               | 81               | 76               | 86               | 85               | 104              | 93               | 101              | 96               | 93               |                  |
| Середньомісячна швидкість вітру, м/с          | 6.07             | 5.66             | 5.54             | 5.02             | 4.46             | 4.10             | 3.88             | 3.90             | 4.32             | 4.81             | 5.46             | 5.92             |                  |
| Середньомісячна сонячна радіація, кДж/м²·день | 3722             | 6619             | 10564            | 14193            | 17306            | 18948            | 18706            | 15712            | 11622            | 6923             | 3905             | 2820             |                  |
| --------------------------------------------- | ---------------- | ---------------- | ---------------- | ---------------- | ---------------- | ---------------- | ---------------- | ---------------- | ---------------- | ---------------- | ---------------- | ---------------- | ---------------- |
| Джерело:                                      |                  |                  |                  |                  |                  |                  |                  |                  |                  |                  |                  |                  |                  |